# Delosperma repens
Delosperma repens är en isörtsväxtart som beskrevs av L. Bol.. Delosperma repens ingår i släktet Delosperma, och familjen isörtsväxter. Inga underarter finns listade i Catalogue of Life.